# 褐盖牛肝菌
褐盖牛肝菌（学名：拉丁語：），是牛肝菌科牛肝菌属的一种真菌。菌盖半球形或扁半球形，有小绒毛，菌肉呈黄色，伤处变深蓝色。夏秋生长在油杉、松树、栲树等混交林中地上。分布于四川、云南。可食用。在每年产菌时节，云南的农贸市场有售。